# بوکوک
بوکوک (به لاتین: Bokok) یک موکیم در برونئی است که در استان تمبورونگ واقع شده‌است.